# ラリー・ブリリアント
ローレンス・ラリー・ブリリアント医師（英：Lawrence "Larry" Brilliant、1944年5月5日 - ）は、アメリカ合衆国の医師、免疫学者、科学技術者、作家、フィランソロピストであり、Googleの慈善活動部門Google.org(Google.org, 英)のディレクター。
ブリリアントは技術特許の所有者であり、これまで2つの公企業の最高経営責任者を務め、他のベンチャーの始動も支持した。彼は世界保健機関(WHO) で成功している天然痘根絶プログラムのリーダーのひとりとして最も有名である。

## 前半生
ミシガン州デトロイト生まれ。ミシガン大学で学士のトレーニングを受け、MPH(公衆衛生学修士)を修得し、ウェイン州立大学で医学教育を受け、医師免許を取得、その後、カリフォルニア州へ移動し、パシフィック・メディカル・センターでインターンシップを行った。甲状腺癌を患ったが、その後回復した。ブリリアントは予防医学および公衆衛生の専門医資格を持つ。
1969年、Indians of All Tribes(英)と自称するアメリカ先住民族のグループがサンフランシスコのアルカトラズ島を占領した。その際、その仲間の妊婦の出産介助のために医師の参加要求が出された際、ブリリアントは彼らの占領に非正規の医師として参加した。

## キャリア
アメリカ政府がアルカトラズ島からIndians of All Tribesを強制退去させた後、ブリリアントはメディアから引っ張り凧になり、映画会社は彼を、ヒットしたWoodstock Nation(英)の続編であるMedical Ball Caravanにキャスティングし、グレイトフル・デッドやジェファーソン・エアプレイン、ジェスロ・タル、ジョニ・ミッチェルらを慕ったヒッピーの集団についての映画で医師役に配役した。  出演料はインドへの航空券とともに支払われ、ブリリアントとその他数名はその航空券を現金に変えてバスを借りてヨーロッパ中をドライブしていたが、その最中、バングラデシュ(当時は東パキスタン)をボーラサイクロン(1970年)が襲い、彼らのバスはその被害者救援のための救援隊へと様変わりした。
市民の動乱により救援隊は中断したが、その後数年間、彼はインドのヒマラヤでニーム・カロリ・ババ(Neem Karoli Baba(英), ヒンドゥー教の聖人)の下でアシュラムを学び、Subramanyumの名を授かった。のちに、ババの強い勧めにより、国際連合の外交官として働き始めた。一年後、ババはブリリアントに次の十年間を天然痘の撲滅の仕事に捧げるよう語った。ブリリアントは世界保健機関(WHO)の天然痘根絶プログラムのリーダーの一人となり、1980年に全世界での根絶を宣言し、成功を収めることができた。
その後、ブリリアントはアメリカに帰国し、ミシガン大学の国際保健学の教授に着任すると同時に、数多くの社会貢献事業やビジネスベンチャーをはじめた。2005年前半には、スリランカの津波支援ボランティアとして参加し、インドでWHOとともにポリオ撲滅キャンペーンの仕事をしている。
- 1978年12月 - 国際非営利保健財団セヴァ(英：Seva Foundation)の共同設立者および委員長に就任。チベット、ネパール、インド、バングラデシュ、カンボジア、タンザニア、メキシコおよびグアテマラのセヴァのプロジェクトでは、手術、自給可能な目のケアシステム、そして低コストの眼内レンズ製造により、200万人の目の見えない人々が視覚を取り戻した。彼の重要な貢献の一つとして、インド、マドゥライでAravind Eye Hospitalの設立のバックアップをしたことが挙げられる。
- 1985年 – スチュアート・ブランドとともにThe Wellを設立した。The Wellはオンラインコミュニティの原型であり、複数の書籍や研究のテーマとされてきた。TIME誌は、The Wellを次のように評している。"Well was a huge hit, a precursor of every online business from Amazon.com to eBay.(Wellは巨大なヒットであり、Amazon.comからebayに至るあらゆるオンラインビジネスの先駆者である。)"[4]
- 2005年 – TED賞を受賞。10万USドルの助成金、さらに、影響力を有するTEDのコミュニティーに'世界を変えるための一つの願い'を叶えてもらえる権利が与えられた。[5] その願いは2006年2月のTEDカンファレンスでプレゼンテーションされた。[6]彼の一つの願いは、”あらゆる惨事から世界を守るパワフルな新しい早期警戒システムを構築すること”であった。[7]
- 2006年2月22日  – 米Googleのフィランソロピー部門であるGoogle.orgのエグゼクティブディレクターに任命された。[8]
- 2008年7月8日 - ブリリアントの”一つの願い”は、Google.orgの出資によりハーバード大学、MITの専門からの手でHealthMapとして実現に近づきつつある。[9]

## プライベート
ブリリアントは、現在、妻のギリジャと3人の子どもジョー、ジョン、アイリスとともに生活している。ギリジャは公衆衛生管理でPh.Dを持っており、多くの夫の事業の対等のパートナーでもある。彼女の存在は、セヴァの共同設立者として、そしてWHOの天然痘撲滅プログラムにおいて、彼にとって大きな助けとなった。

## 映画
ブリリアントは、1971年、ヒッピー文化を描いたボリウッド映画、Hare Rama Hare Krishna(英)においてエキストラとして出演し、「'Dum Maro Dum(英)'(マリファナを吸うことを美化している)の曲の反復進行を目指すならば、Dev Annand(英)はある種の外国人を求めるだろう・・・」と語っている。